# Дмитриева, Оксана Александровна
Оксана Александровна Дмитриева (укр. Оксана Олександрівна Дмитрієва; род. 26 апреля 1980 года, Днепропетровск) — народный депутат Украины от партии «Слуга народа», врач, эксперт по вопросам здравоохранения, общественный деятель, действительный член Общественного союза «Стоматологи Украины», ведущая программы на тему профилактики заболеваний.

## Образование
Государственная Днепропетровская медицинская академия (1997—2002). Специализации: «Терапия», «Ортопедия» и «Здравоохранение».

## Трудовая деятельность
С 2002 по 2003 год — врач-интерн, врач Днепропетровской областной стоматологической поликлиники.
С 2003 по 2007 год — медицинская практика в частных клиниках Днепропетровска.
С 2007 до 2015 года — заведующая отделением, заместитель главного врача по медицинским вопросам ООО «Имплантологический центр» (Киев).
С 2015 года — ООО «Междисциплинарный дентальный центр им. Ю. В. Опанасюка» (Киев), врач-стоматолог-терапевт, врач-стоматолог-ортопед, заместитель главного врача по медицинским вопросам.
С 2015 года — директор ООО «Статус Дент» (Киев).

## Общественная деятельность
С 2007 года инициировала ряд проектов адресной помощи для граждан социально уязвимых категорий (Киев).
Имеет наработки по реформе медицинской отрасли, образования врачей и повышения доступа населения к услугам по охране здоровья.
Участвует в работе общественных организаций по защите животных.
С 2019 года — автор и ведущая ТВ-программы на тему профилактики заболеваний (8-й канал).